# Caroline Chisholm

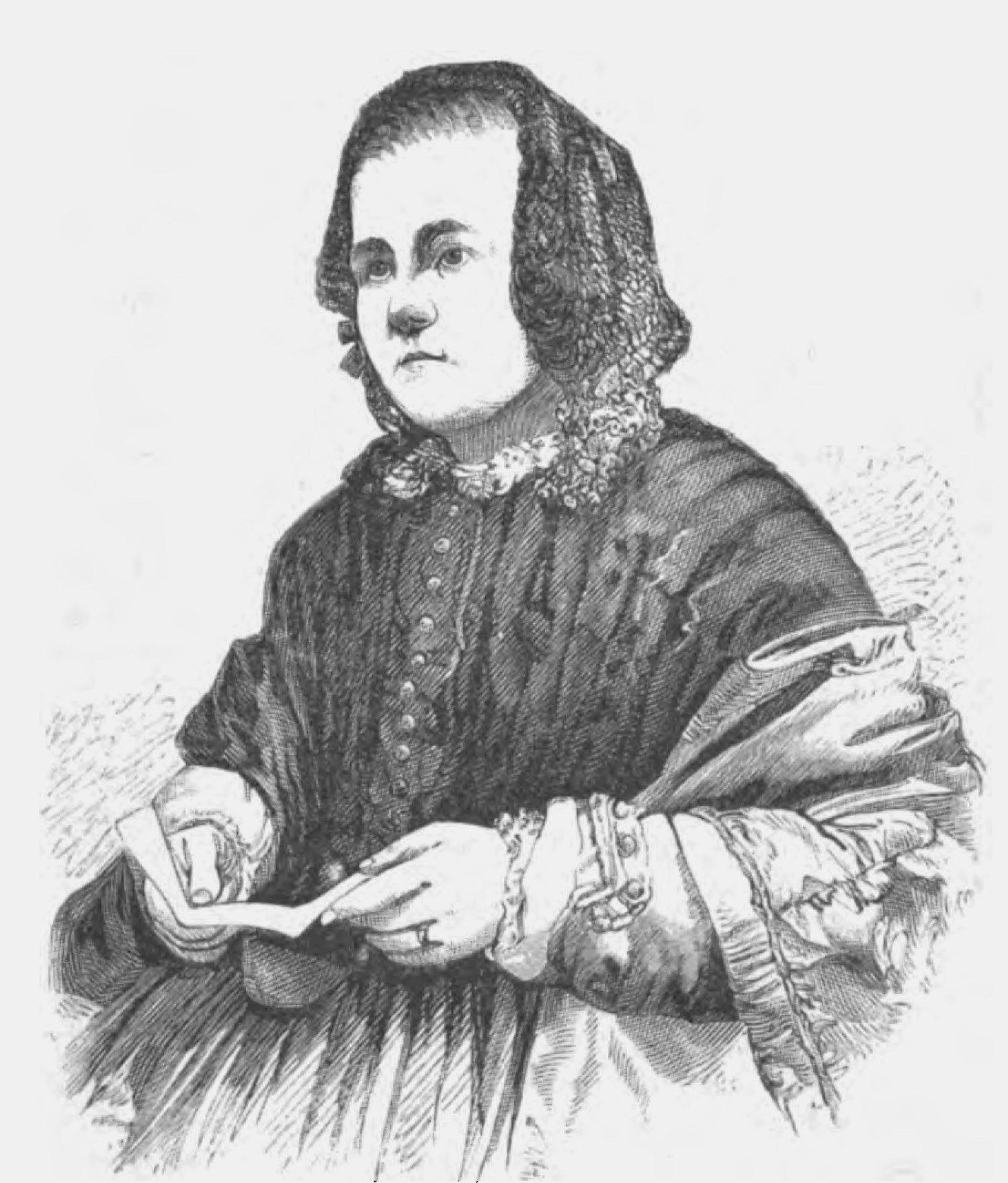
Caroline Chisholm

Caroline Chisholm (geboren am 30. Mai 1808 in Northampton-Wootton, England; gestorben am 25. März 1877 in London-Highgate) war eine britische Philanthropin und Sozialreformerin, die für ihre Arbeit in Australien bekannt wurde.

## Leben
Caroline Jones war die jüngste Tochter der wohlhabenden Familie des Landbesitzers und Schweinezüchters William Jones. Sie heiratete mit 22 Jahren den 13 Jahre älteren Hauptmann Archibald Chisholm von der Ostindischen Kompanie. Er war Katholik, weshalb sie zu seinem Glauben konvertierte. Die Trauung fand nach anglikanischem Ritual statt.
Captain Chisholm wurde zunächst, 1832, in Indien stationiert. Caroline zog 1833 ebenfalls nach Madras, wo sie 1834 eine Schule für die Frauen und Töchter der britischen Soldaten gründete, die zuvor zu einem Leben in Armut oder Prostitution gezwungen waren. Die Frauenschule lehrte Lesen, Schreiben, Kochen, Haushaltsführung, Kinderbetreuung und Religion.

### Ankunft in Australien
1838 entschied sich die Familie für einen Urlaub in Australien. Der britisch-indischen Regierung wurde die Schule in Madras übergeben, und die Chisholms zogen nach Sydney. Caroline Chisholm ließ sich mit ihren drei Kindern in Windsor in New South Wales nieder; ihr Mann kehrte 1840 wieder an seinen Posten zurück, während sich Caroline für Australien entschied.
Im Hafen Sydneys bemerkte sie das Elend unter den arbeitslosen Immigranten und entlassenen Häftlingen. Zunächst brachte sie junge Frauen in ihrem Anwesen unter und vermittelte sie weiter, dann gründete Chisholm ab 1841 mit Genehmigung des Gouverneurs das erste Mädchenheim in der Stadt. Weitere Heime, Schulen und Geburtshilfestationen folgten. 1842 konnte sie die Hauptauffangstation in Sydney wieder schließen, da ihre Bemühungen erfolgreich waren und die Gestrandeten sich vollständig integriert hatten. Weitergehende Pläne für ein Landverpachtungsprogramm an zugewanderte Familien scheiterten zunächst mehrfach an Opposition und Einfluss ansässiger Landbesitzer.

### Arbeit an einem privaten Kolonisierungsprogramm
1845 quittierte Archibald Chisholm den Dienst und kehrte nach Australien zurück. Caroline Chisholm hatte unterdessen ausgedehnte Fahrten durch New South Wales unternommen und dabei Argumente für das von ihr propagierte Kolonisationsprogramm gesammelt, welches sich weniger als das vorhandene auf die Großgrundbesitzer stützte. 1846 kehrte das Ehepaar nach London zurück, wo Caroline Chisholm dem Oberhaus berichtete. Die Emigration ganzer Familien wurde nicht durch den Gesetzgeber unterstützt; doch ihr Vorschlag, dass die Familien der exilierten Strafgefangenen diesen folgen dürften, wurde angenommen.
Caroline Chisholm, deren Wesen als unnachgiebig beschrieben wurde, arbeitete nun verbissen und mit radikalem Eifer daran, die von ihr nicht akzeptierten Strukturen zu überwinden. Dank wohlhabender privater Unterstützer wie Wyndham Harding (Sozialreformer, 1817–1855) oder auch Charles Dickens konnte sie 1849 die Family Colonization Loan Society (etwa: Kreditgesellschaft für Familienkolonisation) gründen. Diese vergab Kredite an Auswanderungswillige, die damit die Reise nach Australien und die Ansiedlung dort finanzieren sollten. Goldfunde in Australien weckten das Interesse. Archibald Chisholm wurde 1851 als Agent der Gesellschaft wieder in Australien tätig, während Caroline in Großbritannien, Deutschland, Frankreich und Italien für das Projekt warb. Sie besuchte auch Papst Pius IX. Auf ihr Betreiben wurde 1852 das Passagiergesetz (für bessere Überfahrtsbedingungen) beschlossen.

### Lebensende
1854 kehrte auch sie nach Australien zurück und betrieb weiterhin Werbung für ihre privat organisierten Sozialreformen, die allmählich Wirkung zeigten. 1866 kehrten die Chisholms nach England zurück, wo sie eine geringe Rente bezogen. Caroline starb 1877; ihr Mann Archibald starb ein Jahr darauf.

## Ehrungen
Nach Chisholm sind zahlreiche Bildungseinrichtungen in England und Australien benannt, zudem ein Vorort von Canberra. Australische Briefmarken und Banknoten zeigten ein Porträt Chisholms. Dickens soll seine Romanfigur der Mrs. Jellyby in seinem Roman Bleak House an Chisholm angelehnt haben.
Die erste Biographie über Chisholm erschien bereits 1857 in Melbourne; weitere folgten bis 1914.
An Caroline Chisholm wird im Heiligenkalender der Anglikanischen Kirche erinnert. Es gibt Bestrebungen, sie auch in der katholischen Kirche heiligzusprechen.